# Tajna zjeleznoj dveri
Tajna zjeleznoj dveri (russisk: Тайна железной двери) er en sovjetisk spillefilm fra 1970 af Mikhail Juzovskij.

## Medvirkende
- Evaldas Mikaliunas som Tolik
- Andrej Kharybin som Misjka
- Dmitrij Juzovskij som Mitka
- Sergej Jevsjunin
- Alisa Freindlich